# Пэджет, Генри, 2-й маркиз Англси
Генри Пэджет, 2-й маркиз Англси (англ. Henry Paget, 2nd Marquess of Anglesey; 6 июля 1797 — 7 февраля 1869) — британский пэр и политик-виг. Он был известен как лорд Пэджет с 1812 по 1815 год и граф Аксбридж с 1815 по 1854 год. Он служил лордом-камергером королевского двора с 1839 по 1841 год.

## Предыстория
Родился 6 июля 1797 года. Старший сын фельдмаршала Генри Пэджета, 1-го маркиза Англси (1768—1854), и его первой жены, леди Кэролайн Элизабет Вильерс (1774—1835), третьей дочери Джорджа Вильерса, 4-го графа Джерси. Он был сводным братом лорда Кларенса Пэджета, лорда Альфреда Пэджета и лорда Джорджа Пэджета.
Он был подполковником Королевского (2-го Стаффордширского) полка ополчения легкой пехоты с 1853 по 1855 год.
Описанный как увлеченный спортсмен, который посвящал свое время стрельбе, бегу, гонкам и крикету, Англси помог основать крикетный клуб Уортинга в Сассексе в 1855 году.

## Политическая карьера
Генри Пэджет был избран в Палату общин Великобритании от Англси в 1820 году. Он заседал в нижней палате парламента до 1832 года. Генри Пэджет был государственным стюардом лорда-лейтенанта Ирландии с 1828 по 1829 год. В 1832 году он был вызван в Палату лордов в соответствии с приказом об ускорении младшего титула своего отца в качестве барона Пэджета. Генри Пэджет служил в правительстве под руководством лорда Мельбурна в качестве лорда-в-ожидании с 1837 по 1839 год и в качестве камергера королевского двора с 1839 года. В 1841 году и был приведен к присяге в Тайный Совет Великобритании в 1839 году.
29 апреля 1854 года после смерти своего отца Генри Пэджет унаследовал титул 2-го маркиза Англси и также сменил отца на посту лорда-лейтенанта Англси, должность, которую он занимал до своей смерти в 1869 году.

## Семья

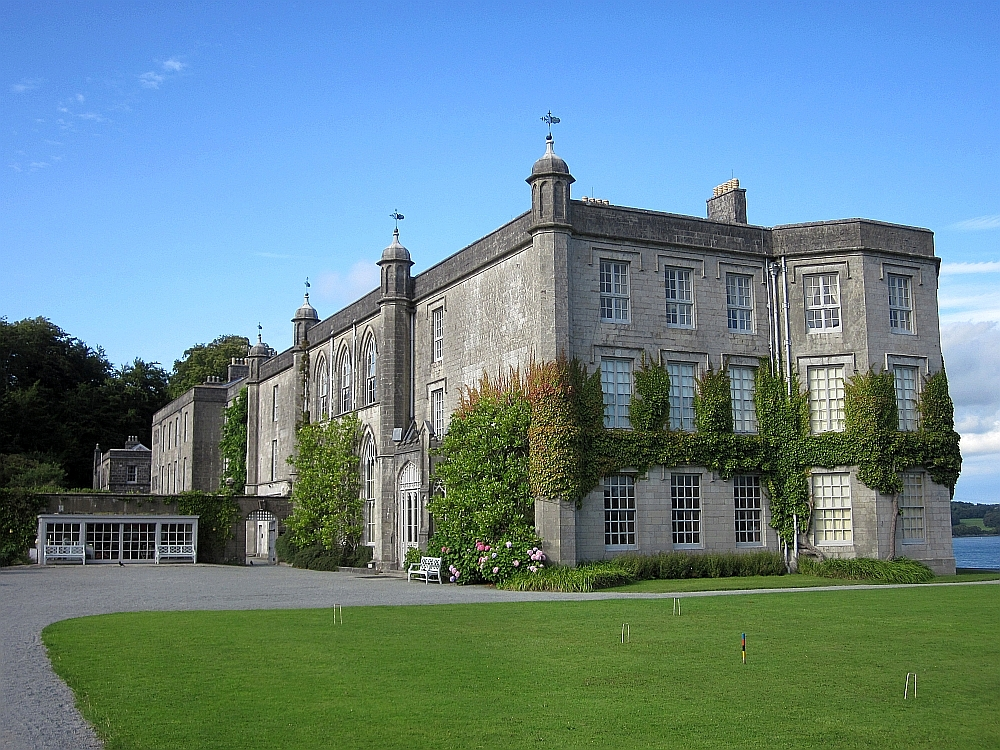
Плас-Ньюидд, резиденция маркизов Англси

Маркиз Англси был женат трижды. 5 августа 1819 года на Элеонор Кэмпбелл (ок. 1799 — 3 июля 1828), второй дочери полковника Джона Кэмпбелла (? — 1809) и писательницы леди Шарлотты Кэмпбелл (1775—1861), внучке Джона Кэмпбелла, 5-го герцога Аргайлла. У них было трое детей:
- Леди Элеонора Кэролайн Пэджет (13 мая 1820 — 17 ноября 1848), в 1847 году она вышла замуж за сэра Сэндфорда Грэма, 3-го баронета (1821—1875)
- Генри Пэджет, 3-й маркиз Англси (9 декабря 1821 — 30 января 1880), женат с 1845 года на Софии Эверсфилд (? — 1901)
- Леди Констанс Генриетта Пэджет (22 января 1823 — 5 марта 1878), в 1846 году вышла замуж за Джорджа Финч-Хаттона, 11-го графа Уинчилси (1815—1887). У них было четверо детей.

После смерти своей первой жены в июле 1828 года он женился вторым браком, 27 августа 1833 года, на Генриетте Багот (сентябрь 1815 — 22 марта 1844), четвертой дочери Чарльза Багота. У них было четверо детей:
- Сын (4 мая 1834 — 8 мая 1834)
- Генри Пэджет, 4-й маркиз Англси (25 декабря 1835 — 13 октября 1898), с 1858 года первым браком женат на Элизабет Норман (1841—1873). В 1874 году он женился вторым браком на Бланш Бойд (? — 1877). У них один сын. 26 июня 1880 года он снова женился на Мэри Кинг.
- Лорд Александр Виктор Пэджет (25 апреля 1839 — 26 октября 1896), в 1880 году женился на достопочтенной Эстер Стэплтон-Коттон (дочери Веллингтона Стэплтона-Коттона, 2-го виконта Комбермира). У них четверо детей, включая их старшего сына, 6-го маркиза Англси.
- сын (мертворожденный) (12 июля 1840 года)
- Леди Флоренс Сесилия Пэджет (август 1842 — 3 февраля 1907), в 1864 году она вышла замуж за Генри Родона-Гастингса, 4-го маркиза Гастингса. 9 июня 1870 года она во второй раз вышла замуж за сэра Джорджа Четвинда, 4-го баронета. У них трое детей.
- Лорд Беркли Чарльз Сидней Пэджет (5 марта 1844 — 25 ноября 1913), в 1877 году женился на Флоренс Четвинд (? — 1936), правнучке по материнской линии, Чарльза Четвинда-Толбота, 2-го графа Толбота, через третьего сына. У них двое детей.

После ранней смерти своей второй жены в марте 1844 года, в возрасте 28 лет, лорд Англси женился в третий раз, 8 марта 1860 года, на Эллен Джейн Бернанд (1839 — 2 июня 1874), дочери Джорджа Бернанда (1802—1891) и бывшей жене Джеймса Мортона Белла (1826—1900). От этого брака детей не было.
7 февраля 1869 года маркиз Англси скончался в Ламбете, Лондон, в возрасте 71 года, и ему наследовал титул маркиза его единственный сын от первого брака Генри. Маркиза Англси умерла в Уортинге, Сассекс, в июне 1874 года.